# Grayenulla
Grayenulla (лат.) — род пауков-скакунов из подсемейства Marpissinae. Распространены в Австралии. 7 видов.

## Описание
Мелкие пауки, длина от 3 до 5 мм. Брюшко овальное, короче, чем головогрудь. Третья пара ног длиннее остальных. Grayenulla обычно собиралась в ловушках-ловушках, хотя она также собиралась при кошении сачком листвы. Их находили в очень широком диапазоне биотопов, варьирующих от тропических лесов до пустынь, в подстилочном мусоре, под скалами или на любых поверхности.

## Систематика
Род был впервые выделен в 1992 году (Żabka, 1992). Систематическое положение рода по подсемействам и трибам остаётся дискуссионным и его положение определено как incertae sedis.

### Виды
К началу 2020 года по данным World Spider Catalog известны следующие виды:
- Grayenulla australensis Zabka, 1992 — Западная Австралия
- Grayenulla dejongi Zabka, 1992 — Западная Австралия
- Grayenulla nova Zabka, 1992 — Западная Австралия
- Grayenulla spinimana Zabka & Gray, 2002 — Западная Австралия[6]
- Grayenulla waldockae Zabka, 1992 — Западная Австралия
- Grayenulla wilganea Zabka & Gray, 2002 — Австралия (New South Wales)
- Grayenulla wishartorum Zabka, 1992 — Австралия (Квинсленд)